# Abdelmalek Temmam
Abdelmalek Temmam né en 1920 à Alger et mort le 13 février 1978 en Suisse, est un homme politique algérien, et un militant.

## Parcours
Militant au sein du PPA dès 1941, il rejoint le MTLD en 1947.
Durant la guerre d'Algérie il occupera plusieurs fonctions au sein du FLN. Il est membre du CNRA dès sa création et  il fonde El Moudjahid, organe central du Front durant la guerre et en devient le premier directeur.  Il sera arrêté en 1957 et libéré au moment du cessez-le-feu en 1962.

## Mandats
En 1962, il est nommé au sein de l'exécutif provisoire, directeur général des études économiques et du Plan. En 1963, il est nommé au conseil d'administration de la banque centrale d'Algérie.
En 1966, il fonde  la Banque nationale d'Algérie (BNA) dont il devient alors le directeur général jusqu'à 1975. Il est ministre des finances de 1976 à 1977.
Il est élu député d'Alger en 1977, il devient président de la commission des Finances.

## Odonymie
- Un collège porte son nom dans la commune de Kouba.